# Большой Балчуг
Большой Балчуг — село в Сухобузимском районе Красноярского края в составе Кононовского сельсовета.

## География
Село находится на правом берегу Енисея примерно в 26 километрах по прямой на восток-юго-восток от села Сухобузимское.

## Климат
Климат континентальный с продолжительной холодной зимой и относительно жарким коротким летом. Среднемесячная температура воздуха в январе от −14˚С до −28˚С, в июле от 12˚С до 21˚С. Температура наружного воздуха в разрезе года 0,5˚С. Абсолютная минимальная температура воздуха −53˚С, абсолютная максимальная 38˚С. Средняя наиболее холодного периода −22˚С. Период со среднесуточной температурой воздуха ≤ 8˚С составляет 235 суток. Продолжительность периода со среднесуточной 0˚С составляет 168 суток. Продолжительность безморозного периода составляет 120 суток. Средняя дата последнего заморозка весной 10 июня, дата первого заморозка осенью 7 сентября. Количество осадков за год составляет 429 мм. Средняя дата образования и разрушения устойчивого снежного покрова 12 ноября и 28 марта. Средняя высота снежного покрова за зиму 42 см.

## История
Село основано в 1640 году как деревня. Церковь появилась в 1813 году. В советское время работали колхоз им. Буденного и совхоз «Первомайский».

## Население
Постоянное население составляло 148 человек в 2002 году (92 % русские), 128 в 2010

## Инфраструктура
Имеется основная общеобразовательная школа, библиотека.